# Margarethenschrein

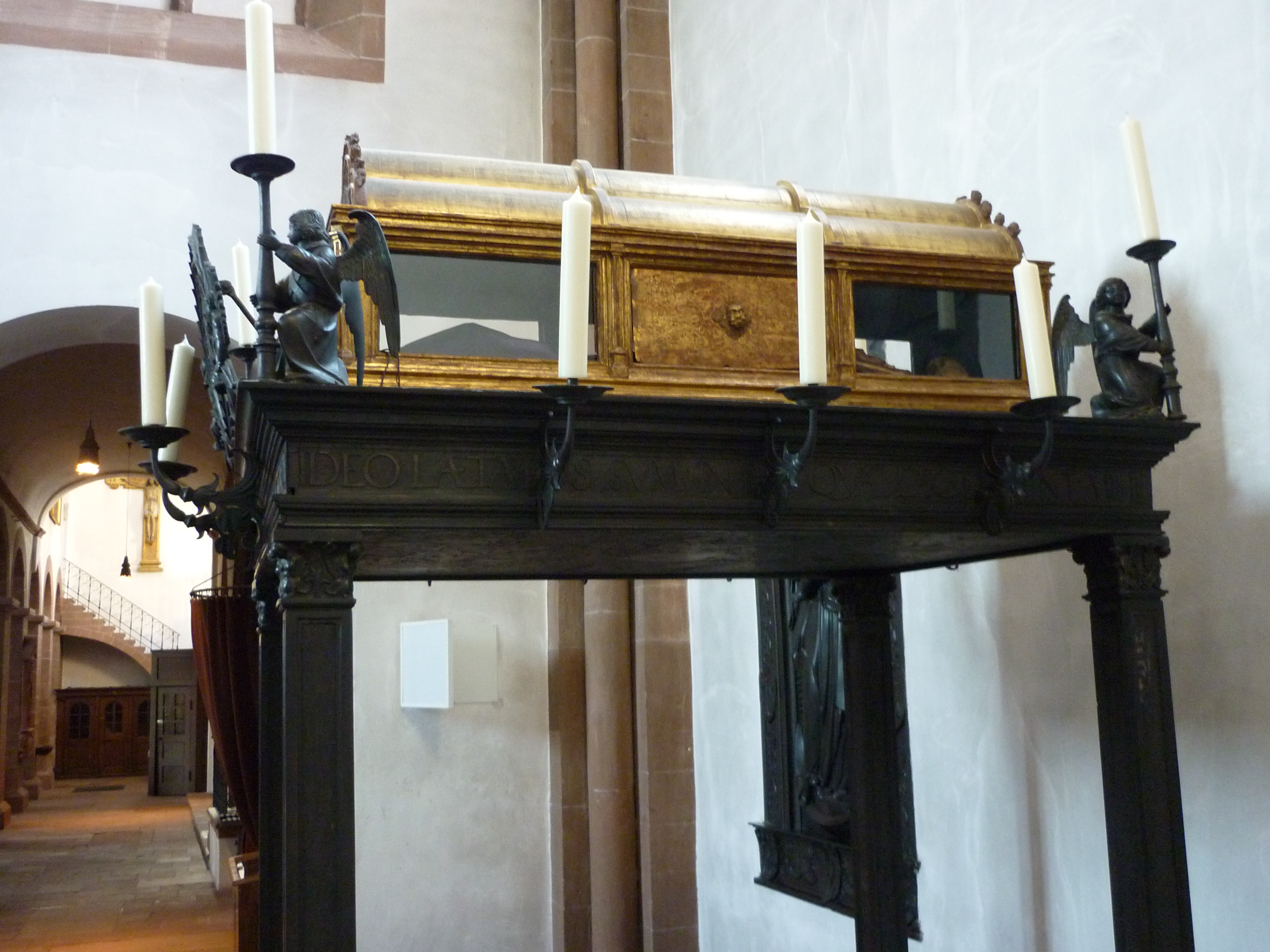
Der Margarethenschrein in der Stiftskirche in Aschaffenburg

Der Margarethenschrein ist ein vergoldeter Holz-Sarg, mit Schau-Fenstern, der die Reliquien mehrerer Heiligen enthält. Er wurde wahrscheinlich von Kardinal Albrecht von Brandenburg in Auftrag gegeben und wird in dessen Reliquienauflistung, dem Halleschen Heiltum, aufgeführt.

## Beschreibung
Auf beiden Seiten des vergoldeter Holzsarges befinden sich jeweils drei Fensteröffnungen. Auf einer Seite ist eines der hölzernen vergoldeten Verschlussbretter mit Löwenkopf erhalten. Im Sarg befindet sich ein geschnitzter Leichnam, der Aussparungen für die einzelnen Knochen der Heiligen hat. Eine Inschrift besagt, dass es sich um Reliquien der Heiligen Margarethe, einer Jungfrau, Märtyrerin und Begleiterin der Ursula von Köln handelt. Zur damaligen Zeit sprach man von 11 beziehungsweise 11.000 Begleiterinnen Ursulas. Das Halleschen Heiltum verzeichnet, dass es sich nicht nur um Reliquien von Margarete, sondern auch um Reliquien einer Juliane und einer weiteren unbekannten Jungfrau handelt. Beide gehörten zum Gefolge von Ursula. Darüber hinaus enthielte es noch Reliequien von zwei weiteren Heiligen, der Aldegundis und der Anastasia.

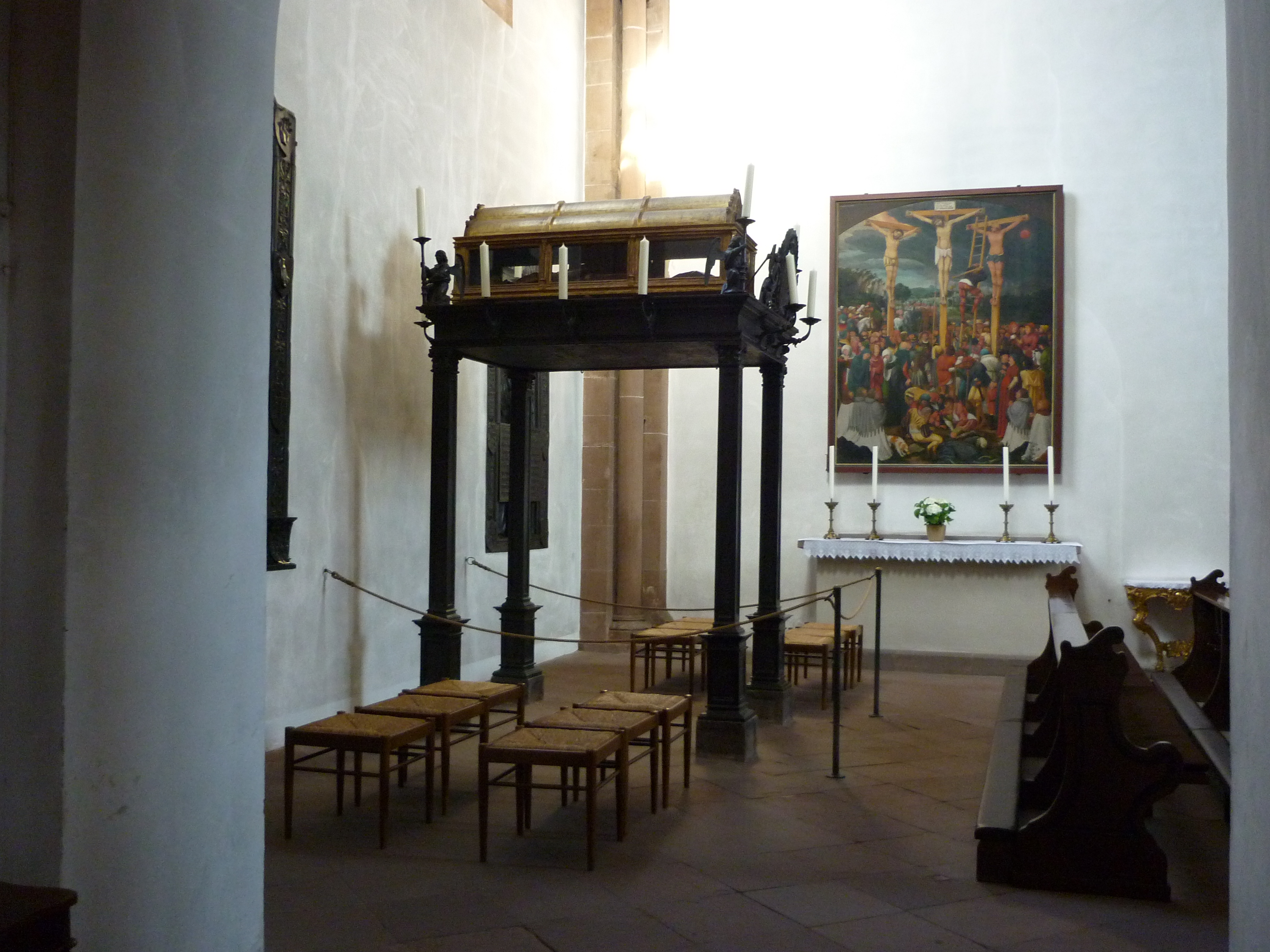
Der Margarethenschrein auf dem Baldachin von Hans Vischer

Die Figur ist kein Skelett, sondern eine Inszenierung aus Holz, eine im Spätmittelalter  bekannte „Transi-Darstellung“ des verwesenden Leichnams, mit Einsätzen für Knochenstücke. Mit erheblichem Aufwand haben Bildschnitzer und Maler versucht, den Eindruck einer nur halb verwesten Leiche mit teilweise freiliegenden Knochen zu erzeugen. Die Reliquienverehrung erhielt damit eine möglichst realistische Grundlage.
Dass es sich bei den Überresten um verschiedene Personen handelt zeigt das Vorhandensein von zwei Schädeln und doppelt eingesetzten Knochen.
In dem geöffneten Brustkorb befinden sich sorgfältig beschriftete, versiegelte Reliquienpäckchen aus dem 17. bis 20. Jahrhundert. Darunter ein Beutel mit Resten der Äbtissin Adelgundis, noch von Kardinal Albrecht erworben.
Am 5. August 1677 wurde dieser Schrein geöffnet und darin folgende Reliquien gefunden:
„Der Leib der hl. Margaretha, der Leib der hl. Luziana und der Leib der hl. Adelgundis, allesamt von der Genossenschaft der hl. Ursula. Des Weiteren Reliquien der hl. Jungfrau und Martyrin Regina.“
Der um 1910 noch ausgesprochen gut erhaltene Margarethenschrein wurde nicht einmal 50 Jahre später bei einer Aktion des Denkmalschutzes schwer beschädigt. Im Zweiten Weltkrieg ausgelagert, holte man das Kunstwerk erst nach einem Jahrzehnt aus einem Abstellraum. Im Rahmen der Feierlichkeiten „1000 Jahre Stift- und Stadt Aschaffenburg“ 1957 wurde der Schrein im Landesamt für Denkmalpflege restauriert. Diese Restaurierung bezeichnen heutige Experten mit dem Prädikat „lieblos“. Die Berichte beklagten zwar den schlechten Erhaltungszustand, die Restaurierung selbst führte jedoch zu erheblich schwerwiegenderen Eingriffen. Die vorhandenen Glasscheiben (teils noch Original) wurden durch neue ersetzt. Teile des Deckels wurden nicht nach dem Original mit seinen eingeritzten Rankenornamenten ergänzt und gefasst, sondern ohne Muster nach Vorstellungen der 1950er Jahre. Die Platten zum Verschließen der Glasfenster, in der Mitte mit Löwenköpfen geziert, waren 1920 noch vorhanden. Heute gibt es nur noch eine dieser Platten. Es verschwanden Knochen, die nicht zuordenbar waren, andere wurden falsch zugeordnet.

## Geschichte
Kardinal Albrecht von Brandenburg hatte in Halle eine ansehnliche Sammlung von 20.000 Reliquien. Hierunter befand sich auch der Margarethenschrein, der im Zusammenhang mit seiner Lieblingsheiligen Ursula von Köln stand. Martin Luther behauptete jedoch, dass es sich bei dem Leichnam um die verstorbene Geliebte Rüdingerin handeln würde, die er jetzt als Heilige verehren würde. Nicolaus Vogt schreibt, dass nach dem Tode Albrechts der Leichnam durch eine andere Heilige ersetzt worden wäre, um weiteren Diskussionen vorzubeugen.
Als Albrecht 1541 nach Aschaffenburg ins Exil ging, nahm er den Schrein mit. Er befindet sich seitdem in der Stiftskirche St. Peter und Alexander. Heute steht er auf dem Baldachin des Grabmemorials Albrecht von Brandenburgs, geschaffen von Hans Vischer im nördlichen Seitenschiff.